# Gerdi Verbeet
Gerardina Alida (Gerdi) Verbeet (Amsterdam, 18 april 1951) is een Nederlands voormalig politica en bestuurster. Van december 2001 tot september 2012 was zij, met een korte onderbreking in 2002, lid van de Tweede Kamer der Staten-Generaal. Van december 2006 tot en met september 2012 was zij voorzitster van de Tweede Kamer. Van 1 juni 2015 tot en met 31 mei 2021 was zij voorzitster van het Nationaal Comité 4 en 5 mei. Verbeet was lid van de Partij van de Arbeid (PvdA), tot ze op 22 juni 2025 haar lidmaatschap opzegde.

## Levensloop
Verbeet doorliep het gymnasium in Amsterdam. Ze studeerde sociale geografie, maar rondde deze studie niet af. Met 22 jaar kreeg ze haar eerste kind en volgde later in de avonduren de MO-opleiding tot leraar Nederlandse taal- en letterkunde. Verbeet was werkzaam als docent en later binnen het leerlingwezen.
Van 1994 tot 2001 was zij politiek adviseur van achtereenvolgens staatssecretaris Tineke Netelenbos (OCW) en PvdA-fractievoorzitter Ad Melkert.
Verbeet kwam op 11 december 2001 in de Tweede Kamer, als opvolgster voor de opgestapte Rob van Gijzel. Na het slechte resultaat van de PvdA bij de Tweede Kamerverkiezingen 2002 verdween zij uit het parlement, maar op 26 juli 2002 keerde zij terug, als opvolgster voor de teruggetreden Eveline Herfkens. Bij de Tweede Kamerverkiezingen 2003 en 2006 werd zij herkozen. In de Tweede Kamer hield Verbeet zich vooral bezig met sport, ouderenbeleid en de AOW. Zij was ondervoorzitter van de vaste Kamercommissie voor Justitie en van de themacommissie ouderenbeleid.

### Kamervoorzitterschap
Op 6 december 2006 werd Verbeet gekozen tot voorzitter van de Tweede Kamer. In een anonieme stemming onder de Kamerleden (78 van de 150 Tweede Kamerleden stemden op haar) versloeg zij Maria van der Hoeven van het CDA en Henk Kamp van de VVD. Verbeet was de tweede vrouwelijke voorzitter van de Tweede Kamer na Jeltje van Nieuwenhoven. Zij is na haar voorganger Frans Weisglas de tweede voorzitter die na open en vrije verkiezingen gekozen is.
Na de Tweede Kamerverkiezingen 2010 werd zij herkozen als voorzitter. Met 94 tegen 54 stemmen versloeg zij Charlie Aptroot van de VVD.
Verbeet stelde zich bij de Tweede Kamerverkiezingen van 2012 niet verkiesbaar. Bij haar afscheid als voorzitter en lid van de Tweede Kamer, op 20 september 2012, werd zij benoemd tot Ridder in de Orde van Oranje-Nassau. Over haar kamervoorzitterschap zei ze later, in een interview in 2022: “Het is als voorzitter mijn ambitie geweest om alle geluiden die je in de samenleving hoort ook tot hun recht te laten komen in de Tweede Kamer. Wat ik daarbij heel belangrijk vond, was dat er oog was voor de Kamerleden die er anders over denken."

### Aanvaringen met de PVV
Op 15 februari 2007, kort na haar aantreden, kwam Verbeet in aanvaring met de PVV (Partij voor de Vrijheid) van Geert Wilders. In een debat over de Wijziging van de Rijkswet op het Nederlanderschap tot beperking van meervoudige nationaliteit viel zij Sietse Fritsma (PVV) in de rede en verklaarde zij een gedeelte van een door hem ingediende motie "buiten de orde". De motie riep het kabinet op om tot wetswijzigingen te komen die moeten leiden tot het onmogelijk maken van een dubbele nationaliteit van bewindslieden en parlementsleden. Vooruitlopend op een mogelijke nieuwe wet wilde de PVV dat politici met twee nationaliteiten geen lid kunnen worden van het nieuwe kabinet-Balkenende IV. In een schorsing wist Verbeet de Partij voor de Vrijheid te overreden dat laatste gedeelte in te trekken omdat een dergelijke uitspraak buiten de orde van de Kamer zou vallen. Later stelde PVV-fractieleider Geert Wilders dat Verbeet hiermee fractiepolitiek had bedreven. Woordvoerders van het CDA en de VVD hekelden het optreden van Verbeet.
Toen Wilders minister Ella Vogelaar in de Kamer "knettergek" had genoemd, wilde Verbeet Wilders spreken over het taalgebruik in het parlement, wat door Wilders werd geweigerd.
Op 1 oktober 2009 kwam Verbeet tweemaal in botsing met PVV-Kamerlid Richard de Mos in een debat over de uitdieping van de Westerschelde en de ontpoldering van de Hedwigepolder. Toen deze zich afvroeg of Nederland niet gewoon "belazerd" was door de Belgen, verzocht Verbeet hem zijn "terminologie te wijzigen". Daarna kwam De Mos met een woordspeling op de Zeeuwse wapenspreuk Luctor et emergo ("ik worstel en kom boven"): Luctor et abortus ("ik worstel en drijf af"). Verbeet noemde dit "smakeloos".
In 2009 stemde Verbeet als enige van haar fractie voor een motie-Rutte over het alsnog uitvoeren van een motie over het aankaarten bij de Britse regering van de weigering om Wilders tot het Verenigd Koninkrijk toe te laten.

### Na de Tweede Kamer
Nadat Verbeet de Tweede Kamer verliet heeft ze verschillende commissariaten gehad. Op dit moment is ze voorzitter van de raad van commissarissen van Unilever Nederland. Ze was al sinds april 2020 lid van de raad. Verder is ze voorzitter van de raad van commissarissen bij Novamedia (het bedrijf achter de Nationale Postcode Loterij en de VriendenLoterij). 
Eerder was ze commissaris bij Siemens Nederland (tot oktober 2023).
Sinds 2022 is Verbeet lid van de raad van toezicht van de vereniging klinische geriatrie (NVKG). Eerder zat ze in de raad van toezicht van onder andere de Patiëntenfederatie Nederland (2012-2017), dierentuin Artis (2012-2016) en paleis Het Loo (2013-2023). Van juni 2015 tot juni 2021 was ze voorzitter van het Nationaal Comité 4 en 5 mei.
Verbeet zit in verschillende comités van aanbeveling, onder andere van het Ouderenfonds en het Odensehuis.
Verbeet leverde meerdere malen kritiek op de gang van zaken rond het fusieproces van de PvdA met GroenLinks. Ze is een van de oprichters van Rood Vooruit, een groep van kritische sociaaldemocraten die zich zorgen maken over het volgens de critici verdwijnen van het sociaaldemocratische geluid binnen de op te richten fusiepartij. Bij de bijeenkomsten van Rood Vooruit fungeert Verbeet als gespreksleider.
Op 22 juni 2025 zegde Verbeet in een brief haar PvdA-lidmaatschap op. Ze schreef dat ze zich "niet meer thuis" voelde bij de partij. Ze verweet het presidium van de PvdA dat dit niet ingreep op het partijcongres van een dag eerder, toen critici van een motie voor een algeheel Nederlands wapenembargo tegen Israël bejegend werden met "boe-geroep" vanuit de zaal. Ook Verbeet keerde zich tegen de motie, omdat die inhield dat ook voor onderdelen voor het Iron Dome, het raketschild dat de Israëlische bevolking beschermt tegen raketten, een exportverbod gaat gelden. Ze noemde de motie links populistisch. Volgens Verbeet moet een sociaaldemocratische partij het "te allen tijde opnemen voor de veiligheid van onschuldige en bedreigde burgers". Ze noemde in haar brief de plannen voor een fusiepartij "geforceerd" en "voortdurend [wordt] de ledendemocratie geschonden". Ze betichtte de voorstanders van de fusie ervan dat "louter machtsoverwegingen" de drijfveren zijn. Ze was naar eigen zeggen 52 jaar lid van de PvdA.

## Persoonlijk
Verbeet scheidde twee keer en trouwde in 2010 met voormalig commissaris van de koningin en voormalig staatssecretaris Wim Meijer. Uit haar eerste huwelijk heeft zij twee zonen. 
Haar broer Martin Verbeet was tot 2010 voorzitter van het Amsterdamse stadsdeel Oost-Watergraafsmeer.

## Trivia
- In 2015 maakte Verbeet samen met Erik Dijkstra het televisieprogramma De Strijd voor de VARA, een programma over de historie van de arbeider.[26][27]
- Sinds 2019 leest zij het Groot Dictee der Nederlandse Taal voor. Hiermee heeft zij Philip Freriks opgevolgd die in de voorgaande jaren het dictee voorlas, al dan niet samen met een Vlaamse co-presentator.[28]
- In de televisieserie Het jaar van Fortuyn (2022) wordt de rol van Gerdi Verbeet vertolkt door Carly Wijs.